# 灵宪
《灵宪》是张衡的天文學著作，该书提到天地的生成、宇宙的演化、天地的结构、日月星辰的本质及其运动、月食的成因、浑天说、中原地区能观测到2500颗星星等內容。該書成书于漢安帝元初五年（115年）到永宁元年（120年）之间。此书沒有流傳下來，残文保存于清朝马国翰辑《玉函山房輯佚書》卷七十六、王谟《重订汉唐地理书钞》、洪颐煊《问经堂丛书·经典集林》、《续汉书·天文志》劉昭注文中。